# جيمس دي وولف بيري
جيمس دي وولف بيري (بالإنجليزية: James De Wolf Perry) هو قسيس أمريكي، ولد في 3 أكتوبر 1871 في Germantown, Philadelphia ‏ في الولايات المتحدة، وتوفي في 20 مارس 1947 في سامرفيل في الولايات المتحدة بسبب نوبة قلبية.